# Plouguenast-Langast
Plouguenast-Langast – gmina we Francji, w regionie Bretania, w departamencie Côtes-d’Armor. W 2013 roku liczba ludności wynosiła 2594 mieszkańców. 
Gmina została utworzona 1 stycznia 2019 roku z połączenia dwóch ówczesnych gmin: Plouguenast oraz Langast. Siedzibą gminy została miejscowość Plouguenast. 